# Guichard d'Angle
Guichard d'Angle († 1380, Londres), comte de Huntingdon, originaire du Poitou, est l'un des compagnons du Prince Noir durant la guerre de Cent Ans.
Sénéchal de Saintonge, lors de la bataille de Poitiers, le 19 septembre 1356, il combattit dans les rangs de l'armée française. Puis en 1363, il opta pour le camp anglais. La même année il fut nommé maréchal d'Aquitaine et le resta jusqu'en 1372. Il combattit aux côtés du Prince Noir en Castille.
Le 19 septembre 1370, il participa au sac de Limoges par l'armée du Prince Noir. Lors de la bataille de La Rochelle, il fut capturé par Ambrosio Boccanegra, amiral de Castille, le 23 juin 1372, en compagnie de Jean de Hastings, comte de Pembroke.
En 1377, il fut nommé tuteur du prince de Galles (futur Richard II d'Angleterre) et comte de Huntingdon (1377-1380).
Mari de Jeanne Péan/Payen dame de Montpipeau, il a une fille, Jeanne d'Angle, qui épouse Renaud Chenin de Mauzé, d'où : Marguerite Chenin, dame de Mauzé, Montpipeau et Château-Larcher, qui marie 1° Guillaume, fils aîné d'Aimery II de Rochechouart-Mortemart, puis 2° Geoffroi, vicomte de Rochechouart (1375-1440) : Postérité ; et Jeanne Chenin.

## Sources
Georges Bordonove, Les Rois qui ont fait la France - Les Valois - Charles V le Sage, t. 1, Pygmalion, 1988.